# Huangyuan
Huangyuan (chiń. 湟源县; pinyin: Huángyuán Xiàn) – powiat w środkowych Chinach, w prowincji Qinghai, w prefekturze miejskiej Xining. W 1999 roku liczył 132 484 mieszkańców.